# ليسوم جذعي الأزهار
ليسوم جذعي الأزهار (الاسم العلمي: Illicium cauliflorum) هو نوع نباتي يتبع جنس الليسوم من فصيلة الشزندرية.